# البهائية في كولومبيا
الديانة البهائية في كولومبيا بدأت بالإشارة إلى البلاد في الأدب البهائي منذ عام 1916، حيث زار البهائيون البلاد لأول مرة في عام 1927. انضم أول كولومبي إلى الدين في عام 1929 وتم انتخاب أول جمعية روحية محلية بهائية في بوغوتا في عام 1944 مع بداية وصول الرواد المنسقين من الولايات المتحدة وحققوا جمعية روحية وطنية مستقلة في عام 1961. بحلول عام 1963 كان هناك أحد عشر جمعية محلية.[6] في الثمانينيات تم تطوير مؤسسات في كولومبيا التي أثرت على الأنشطة داخل الديانة وفي دول أخرى: مؤسسة فونداك ومعهد روحي. وقد قدرت جمعية أرشيفات بيانات الأديان (التي تعتمد في الغالب على الموسوعة المسيحية العالمية) عدد البهائيين بنحو 70 ألفًا (0.2% من السكان) في عام 2005، ونفس العدد تقريبًا في عام 2010.

## ألواح عبد البهاء للخطة الإلهية
كتب عبد البهاء، ابن مؤسس الدين، سلسلة من الرسائل أو الألواح إلى أتباع الدين في الولايات المتحدة في عامي 1916 و1917؛ وتم تجميع هذه الرسائل في كتاب بعنوان "ألواح الخطة الإلهية". كانت اللوحة السادسة هي الأولى التي تذكر مناطق أمريكا اللاتينية، وقد كُتبت في 8 أبريل 1916، ولكن تأخر تقديمها في الولايات المتحدة حتى عام 1919 — بعد نهاية الحرب العالمية الأولى وجائحة الإنفلونزا الإسبانية. تم ترجمة اللوح السادس وتقديمه بواسطة ميرزا أحمد سهراب في 4 أبريل 1919، ونشر في مجلة "نجم الغرب" في 12 ديسمبر 1919.
قال قداسة المسيح : سافروا إلى شرق العالم وغربه، وادعوا الناس إلى ملكوت الله ... جمهورية المكسيك... لتعلم اللغة الإسبانية ... غواتيمالا، هندوراس، سلفادور، نيكاراغوا، كوستاريكا ، بنما ، والدولة السابعة بليز ... أولوا أهمية كبيرة للسكان الأصليين في أمريكا... وكذلك جزر... كوبا، هايتي ، بورتوريكو ، جامايكا،... جزر البهاما، حتى جزيرة واتلينغ الصغيرة... هايتي وسانتو دومينغو ... جزر برمودا ... جمهوريات قارة أمريكا الجنوبية - كولومبيا ، الإكوادور، بيرو، البرازيل ، غيانا، بوليفيا، تشيلي، الأرجنتين، أوروغواي، باراغواي، فنزويلا؛ وكذلك الجزر الواقعة شمال وشرق وغرب أمريكا الجنوبية، مثل جزر فوكلاند، جزر غالاباغوس، خوان فرنانديز وترينيداد وتوباغو ...."
وبعد نشر هذه الألواح ثم وفاة عبد البهاء في عام 1921، بدأ عدد قليل من البهائيين في الانتقال إلى أمريكا اللاتينية أو زيارتها على الأقل. في عام 1927، كانت ليونورا أرمسترونج أول بهائية تزور كولومبيا وتلقي محاضرات عن الدين هناك كجزء من خطتها لاستكمال نية مارثا روت غير المحققة بزيارة جميع بلدان أمريكا اللاتينية لغرض تقديم الدين للجمهور. تعتبر أورا سانشيز من بوغوتا أول بهائية كولومبية. انضمت إلى الدين في عام 1929 بعد أن سمعت عن الدين من أحد الأمريكيين الذي كان في ذلك البلد.

## المرحلة المبكرة
كتب شوقي أفندي، الذي تم تعيينه خليفة لعبد البهاء، برقية في الأول من مايو عام 1936 إلى المؤتمر البهائي السنوي للولايات المتحدة وكندا، وطلب البدء في التنفيذ المنهجي لرؤية عبد البهاء.  وكتب في برقيته:
نداء إلى المندوبين المجتمعين للتأمل في النداء التاريخي الذي أطلقه عبد البهاء في "ألواح الخطة الإلهية". نحث على التباحث الجاد مع الجمعية الوطنية القادمة لضمان تحقيق هذه الخطة بشكل كامل. يقترب القرن الأول من عصر بهاء الله من نهايته، والإنسانية تدخل في أخطر مراحل وجودها. الفرص المتاحة في هذه اللحظة لا يمكن تصور قيمتها. ليت كل ولاية في الجمهورية الأمريكية وكل جمهورية في قارة أمريكا تقبل، قبل انتهاء هذا القرن المجيد، نور إيمان بهاء الله وتؤسس الأساس الهيكلي لنظامه العالمي.
وبعد برقية الأول من مايو، جاءت برقية أخرى من حضرة شوقي أفندي في 19 مايو تدعو إلى إنشاء رواد دائمين في جميع بلدان أمريكا اللاتينية. وقد تم تعيين المجلس الروحي الوطني البهائي للولايات المتحدة وكندا لجنة مشتركة بين الأمريكتين لتتولى مسؤولية الاستعدادات. خلال مؤتمر البهائيين في أمريكا الشمالية عام 1937، أرسل شوقي أفندي برقية ينصح فيها المؤتمرين بإطالة مداولاتهم للسماح للمندوبين والجمعية الوطنية بالتشاور حول خطة من شأنها تمكين البهائيين من الذهاب إلى أمريكا اللاتينية بالإضافة إلى تضمين استكمال الهيكل الخارجي لبيت العبادة البهائي في ويلميت، إلينوي. في عام 1937، أعطت الخطة السبعية الأولى (1937–1944)، وهي خطة دولية صممها شوقي أفندي، البهائيين الأميركيين هدف إقامة الدين البهائي في كل دولة في أميركا اللاتينية. مع انتشار البهائيين الأمريكيين في أمريكا اللاتينية، بدأت المجتمعات البهائية والجمعيات الروحية المحلية في التشكل في عام 1938 في جميع أنحاء أمريكا اللاتينية.
يعود تاريخ المجتمع البهائي الكولومبي الدائم إلى وصول جيرارد سلوتر في عام 1940. وكان الرائد الذي تلاه بالوصول هي روث شوك التي وصلت في أواخر 1942. وتبعتها عن كثب وينيفريد لويز بيكر في أواخر يناير 1943. يعود الفضل إلى كارلوس نييتو باعتباره أول من اعتنق الإسلام - وكان من مدينة بارانكويلا.
دوروثي بيشر بيكر، التي أصبحت لاحقًا يدًا من يد الله، كانت لديها ابنة تُدعى وينيفريد لويز بيكر، التي انتقلت إلى كولومبيا كمبشّرة في يناير 1943. في وقت لاحق من نفس العام، قضت دوروثي شهرًا في كولومبيا لزيارة البهائيين وابنتها. بحلول يناير 1944، كان هناك ستة كولومبيين قد دخلوا الدين، وساهموا في انتخاب أول جمعية روحية محلية للبهائيين في بوغوتا في يناير من نفس العام. في عام 1943، خلال مؤتمر البهائيين السنوي في الولايات المتحدة، أعلن شوقي أفندي عن مؤتمر دولي شمالي وجنوبي يشمل ممثلين من كل ولاية ومقاطعة في الولايات المتحدة وكندا، وكل جمهورية من جمهوريات أمريكا اللاتينية. وكان المندوب الكولومبي في مؤتمر كل أمريكا في عام 1944 هو جوزفين رودريغيز. بحلول شهر سبتمبر كان هناك 25 بهائيًا في بوغوتا مع عدد مماثل تقريبًا يدرسون الدين بنشاط. بحلول شهر يونيو عام 1945، نجحت حملة تبادل الرسائل في جمع جمعية في موغوتس ، وكان هناك متحولون بين الناس في مستعمرة المصابين بالجذام في كونتراتاسيون وأفراد في قرطاجنة وميديلين واستجابات مهتمة من العديد من المدن الأخرى. في حوالي أكتوبر 1946، قامت جايل وولسون برحلة ممتدة عبر عدة مدن كولومبية بما في ذلك كالي، ميديلين، قرطاجنة، وبارانكيا، بالإضافة إلى بعض المدن في الإكوادور.

## النمو
مع افتتاح عام 1947، تمت إضافة الجمعيات في كالي، وميديلين، وكارتاخينا، وكونتراتاسيون.  كان جايل وولسون يقوم مرة أخرى بجولة في عدة مدن في كولومبيا - ميديلين، قرطاجنة، بارانكويلا، بوكارامانغا وموجوتس. وكان أعضاء مجلس ميديلين هم فرانسيسكو أونيغو آر، وبيرناردا ييبيس، ومارجريتا كايسيدو، وهيرناندو جاراميلو أ، وويليام جوميز إم، وداريو إيشافاريا، وجون كاردر، وأوغستو مورا، وخوسيه راموس.  بحلول يوليو 1947، بدأت لجنة إقليمية لأمريكا الجنوبية وأمريكا الوسطى في تنظيم التطورات في جميع أنحاء القارة.  وبأثر رجعي، كان الهدف المعلن للجنة هو تسهيل التحول في توازن الأدوار من التوجيه في أمريكا الشمالية والتعاون في أمريكا اللاتينية إلى التوجيه في أمريكا الشمالية والتعاون في أمريكا اللاتينية.  وكانت العملية جارية على قدم وساق بحلول عام 1950، وكان من المقرر تنفيذها حوالي عام 1953. وفي الوقت نفسه، أشرفت لجنة إقليمية على الأنشطة الكولومبية برئاسة الدكتور سول هيرنانديز خارج بوغوتا  وتم تغطية رحلات وولسون من قبل الصحافة الصحفية والإذاعية. 
أقيم المؤتمر البهائي الثاني لأمريكا الجنوبية في سانتياغو، تشيلي ، في يناير 1948. على الرغم من أن كولومبيا كانت قد شهدت تشكيل المزيد من التجمعات الجديدة، إلا أنها كانت بعيدة للغاية عن الخدمات اللوجستية العامة. ركزت كولومبيا جهودها على الترحيب بالبهائيين الذين حضروا مؤتمر عموم أمريكا بدلاً من ذلك. في أكتوبر 1949 استضافت كولومبيا مؤتمراً للبهائيين الكولومبيين والإكوادوريين والفنزويليين حول تقدم الدين في مناطقهم؛ ومع ذلك، فإن جميع المشاركين باستثناء اثنين من المعلمين جاءوا من المدن الكولومبية بوغوتا، وبارانكيا، وكالي، وميديلين. ثم جاء احتمال اتخاذ القرار من جانب المجتمعات اللاتينية وسكان أميركا الشمالية الذين يدعمون خياراتهم. فشلت الجمعيات في مختلف أنحاء أمريكا الجنوبية في إعادة تشكيل نفسها، ولكن العديد منها تمكنت من "التنشيط" خلال الفترة 1950-1951. كان من بين الرواد المسجلين في كولومبيا في عام 1950 جايل وولسون، وإليز شرايبر، ودوروثي كامبل. في عام 1950، شكل البهائيون في أمريكا الجنوبية جمعية روحية إقليمية لأمريكا الجنوبية وكان أول أعضائها إدموند ميسلر من البرازيل، ومارجوت وورلي من البرازيل، وإيف نيكلين من بيرو، وجايل وولسون من كولومبيا، وإستيبان كاناليس من باراجواي، ومرسيدس سانشيز من بيرو، والدكتور ألكسندر ريد من تشيلي، ورانجفالد تايتز من أوروغواي ، ومانويل فيرا من بيرو. من بين 25 مندوبًا في انتخابات عام 1951، كان 4 منهم من كولومبيا.
منذ عام 1951، تم تنظيم مجموعات شبابية للبهائيين في بارانكويلا وكالي. في نوفمبر 1953، كان من بين الرواد المدرجين في قائمة كولومبيا ميريديث دبليو سميث وإلتون إم سميث، وفي عام 1954 جايل وولسون  وفي عام 1955 كانت كاثرين ماكلولين تقوم بجولة في كولومبيا والدول المجاورة. وصل السيد والسيدة دونالد باريت إلى بوغوتا، كولومبيا، في يناير 1955. في عام 1956، ذهبت وولسون في رحلة حج وشاركت تجربتها وتم افتتاح المركز الوطني في كولومبيا.
جاءت إعادة هيكلة الجمعية الإقليمية التالية في عام 1957 عندما تم تقسيمها إلى قسمين - أحدهما يشمل أمريكا الجنوبية الشمالية/الشرقية مع جمهوريات البرازيل، بيرو، كولومبيا، الإكوادور، وفنزويلا في ليما، بيرو، والآخر يشمل أمريكا الجنوبية الغربية/الجنوبية مع جمهوريات الأرجنتين، تشيلي، الأوروغواي، باراغواي، وبوليفيا في بوينس آيرس، الأرجنتين. وقد شهد هوراس هولي المؤتمر للبهائيين الشماليين/الشرقيين بصفته ممثلاً لشوقي أفندي.  تم إنتاج كتاب صغير عن بوذا في عام 1957 من قبل الجمعية الوطنية. أقامت الجماعة البهائية الكولومبية مدرستها الصيفية الأولى خلال مؤتمر وطني في ميديلين في يناير 1958. في عام 1960 تم انتخاب الجمعيات الأولى في مانيزاليس، وبيريرا، وكارتاخينا. استضاف البهائيون في كالي المؤتمر الرابع للجمعية الإقليمية. في عام 1960، عقد مؤتمر لمدة ثلاثة أيام للجمعية العالمية للفيدراليين العالميين في ألمانيا وحضره مندوبون كولومبيون وبهائيون مرتبطون بالمجتمع البهائي الدولي. استجاب أحد المندوبين الكولومبيين بشكل إيجابي للاقتراح المتعلق بالعلاقة بين الروحانية والحركة الفيدرالية العالمية.
كان هناك 19 مندوبًا في المؤتمر لانتخاب أول جمعية روحية وطنية للبهائيين في كولومبيا في عام 1961. وقد شهد الانتخابات يد القضية شعلالله علائي الذي ألقى خطابًا عامًا في متحف الفن الاستعماري قبل المؤتمر. وكان أعضاؤها الأوائل هم: تشارلز هورنبي، أ. ك. كالانتار، لويس مونتينيغرو، إرفين إل. توماس، ليونور بوراس، جمشيد ميغانوت، مارغوري ويديل، حبيب رضواني، وغلوريا دي فريتش. وقد قامت مجلة Revista Semana في عددها الصادر في 15 مايو 1961 بتغطية الأحداث والانتخابات في مقالة على صفحة كاملة.  وبعد فترة قصيرة، بدأت الجمعية الوطنية في نشر "أخبار البهائيين في كولومبيا" باعتبارها منشورها الرسمي.  وقد نشر عدد مارس/آذار وأبريل/نيسان 1961 من مجلة كرونيكوس إسرائيل وأمريكا اللاتينية ، التي تصدر في كولومبيا، مقالاً عن الدين. وفي عام 1961 أيضًا تم إدخال الدين إلى منطقة مقاطعة غواخيرا. في عام 1962 تم انتخاب أربع جمعيات جديدة - واحدة منها هندية بالكامل وتم دمج الجمعية الوطنية بشكل قانوني أيضًا.
في عام 1963 كان أعضاء الجمعيات الوطنية في العالم هم المندوبين لانتخاب أول بيت العدل الأعم. كان الأعضاء الكولومبيون في الجمعية الوطنية في ذلك العام هم: جلوريا دي فريتش، تشارلز هومبي، لويس مونتينيغرو، ليونور بوراس، حبيب رضواني، إيلين سيمز، إرفين توماس، ويلما توماس، ستيوارت م. واديل؛ وقد تمكنوا جميعًا من حضور المؤتمر الدولي معًا.   في عام 1963 كانت هناك محافل روحانية محلية في: بارانكيا ، بوغوتا ، بوكارامانغا ، كالي ، قرطاجنة ، واحدة لمنطقة جنوب شرق غواخيرا ، ليتيسيا (أمازوناس)، مانيزاليس ، ميديلين ، بيريرا ، وريوهاتشا مع مجموعات أصغر من البهائيين في ديبولا وإيباغوي ، والبهائيين المعزولين في مايكاو. و بالميرا ومن بينهم أعضاء وايو في مقاطعة لاغواخيرا.

## الخطة التسعية وتنظيم البهائيين الكولومبيين
كُلِّف البهائيون في كولومبيا بعشرة أهداف ضمن «خطة السنوات التسع» التي أطلقتها بيت العدل الأعظم وبدأت في عام 1964، وقد تميزت كولومبيا بأنها أنجزت أهدافها بسرعة كبيرة، ما دفع إلى رفع سقف بعض الأهداف لها لاحقًا. من بين هذه الأهداف تطوير برامج المدارس. وقد أُقيمت مدرسة صيفية عام 1964 في نوفمبر، وتضمنت مواضيع من بينها ترجمة حديثة لكتاب فجر الأبطال وكتاب "اللص في الليل" من تأليف ولي أمر الله ويليام سيرز، إضافةً إلى التعاليم البهائية والإدارة البهائية. كما أُقيم معسكر خاص للأطفال. وكان من بين الأهداف الأخرى تأسيس وحدة تنظيمية جديدة تُعرف باسم «المعهد» أو «معهد التدريب»، وقد بدأ أول معهد من هذا النوع في كولومبيا العمل عام 1965، وركّز على السكان الأصليين في منطقة لا غواخيرا. وقد أُجريت عدة دورات متتالية من برامج المعاهد بين البهائيين. وفي صيف 1965، دعا أيادي أمر الله في نصف الكرة الغربي إلى مؤتمر إقليمي حول تقدم الدين، عُقد في المركز الوطني في بوغوتا، بحضور ممثلين من الهيئة الوطنية في كولومبيا والإكوادور، وممثلين من تجمعات بوغوتا، بارانكيا، بوكارامانغا، كالي، مانيزيليس، بيرييرا، إيباكي، وسييناغا دي أورو.
بحلول شتاء 1965، كان هناك العديد من البهائيين بين أفراد غواجيرو الكولومبيين والفنزويليين، حوالي 1000 في كولومبيا و1500 في فنزويلا.
وفي عام 1966، بدأ معهد ثانٍ بالعمل في منطقة كاوكا الجبلية في جنوب كولومبيا، حيث تقطنه غالبية من السكان الأصليين من شعب غوامبيا، وشارك فيه أكثر من خمسين طالبًا، جميعهم من خلفيات ثقافية محلية.
وقد قوبلت هذه الجهود التعليمية والثقافية بتقدير رسمي من الحكومة الكولومبية، حيث أعلنت في عام 1967 أن الأول من مايو سيكون «يوم البهائيين» في البلاد، اعترافًا بمساهماتهم في خدمة المجتمع وتعزيز السلام والتعاون بين مختلف المكونات السكانية.
بحلول نهاية الستينيات، أصبح لدى كولومبيا أكثر من 70 محفلًا روحانيًا محليًا، إلى جانب المحفل الروحاني الوطني الذي كان يتولى التنسيق بين مختلف التجمعات.
واستمرت الجهود التعليمية والتنظيمية في التوسع، حتى تأسس في السبعينيات «معهد روحي» جديد تحت اسم معهد رويتابا، والذي أصبح مركزًا إقليميًا رائدًا لتدريب المعلمين وإعداد الكوادر البهائية، وقد لعب لاحقًا دورًا عالميًا في تطوير المناهج البهائية ونشرها.
واستمرت الجهود التعليمية والتنظيمية في التوسع، حتى تأسس في السبعينيات «معهد روحي» جديد تحت اسم معهد رويتابا، والذي أصبح مركزًا إقليميًا رائدًا لتدريب المعلمين وإعداد الكوادر البهائية، وقد لعب لاحقًا دورًا عالميًا في تطوير المناهج البهائية ونشرها.
في السبعينيات، شهدت الجالية البهائية في كولومبيا توسعًا ملحوظًا، لا سيما في المناطق الريفية والنائية. وكانت المؤسسات البهائية تركز بشكل خاص على تعزيز التعليم والمساهمة في التنمية المجتمعية من خلال برامج محو الأمية، والرعاية الصحية الأولية، وتعزيز دور المرأة في المجتمع.
وفي عام 1978، أُعيد تنظيم معهد رويتابا ليصبح مؤسسة تعليمية دائمة تركز على التعليم الأخلاقي والروحي، بالإضافة إلى المهارات العملية. وقد بدأ المعهد بتطوير سلسلة من الكتب والمواد التعليمية التي أصبحت فيما بعد تعرف باسم «سلسلة معهد روي»، والتي انتشرت لاحقًا في مختلف أنحاء العالم وأصبحت نموذجًا عالميًا في التعليم البهائي القائم على الخدمة المجتمعية.
وفي عقد الثمانينات، استمرت الجهود البهائية في توسيع دائرة مشاركتها المجتمعية، حيث أطلقت العديد من المبادرات التنموية بالتعاون مع المنظمات غير الحكومية المحلية، وتم الاعتراف بالعديد من مشاريعها من قبل الحكومة الكولومبية كأمثلة على «التنمية المرتكزة على القيم». كما زادت أعداد المحافل الروحانية المحلية، وارتفع عدد المنتسبين للجماعة في مختلف أنحاء البلاد.
في التسعينيات، ومع تصاعد الاهتمام العالمي بالتنمية المستدامة، بدأت الجالية البهائية في كولومبيا في دمج مبادئها الروحية مع مبادرات اجتماعية أكثر تنظيماً، مثل دعم التعليم البيئي، وبرامج التمكين الاقتصادي المحلي. وتميّزت هذه الفترة بتوسّع نطاق "معهد رويتابا" من مؤسسة تعليمية إلى مركز إقليمي يقدم التدريب والإلهام لجاليات من أمريكا اللاتينية وأماكن أخرى، مما عزّز من دور كولومبيا كمركز فكري في الأنشطة البهائية العالمية.
في السنوات اللاحقة، وخصوصًا منذ مطلع القرن الحادي والعشرين، شهدت الجالية البهائية الكولومبية نموًا مطردًا في المشاركة المجتمعية، لا سيما من خلال التركيز على برامج "بناء القدرات"، وهي برامج تهدف إلى تمكين الأفراد من جميع الأعمار على اتخاذ دور نشط في تحسين مجتمعاتهم. وتشمل هذه البرامج الصفوف الروحية للأطفال، ومجموعات الشباب، وحلقات الدراسة التي تُستَخدم فيها سلسلة معهد روي، بالإضافة إلى الأنشطة المجتمعية مثل مشاريع النظافة، والتعليم، والسلام المجتمعي.
كما شاركت الجالية البهائية في عدد من المبادرات الوطنية للحوار بين الأديان وبناء السلام، لا سيما في ظل الصراع المسلح الطويل في البلاد. وقد حظيت هذه المشاركات بتقدير من هيئات حكومية ومؤسسات مدنية، حيث لوحظ أن النهج البهائي في السلام ينبع من مبدأ "وحدة الجنس البشري" ويسعى إلى تضميد الانقسامات الاجتماعية والعرقية.
حتى اليوم، تستمر الجالية البهائية في كولومبيا في لعب دور حيوي في الحياة المدنية والتعليمية والتنموية، وتُعدّ من بين أكثر الجاليات تنظيمًا ونشاطًا في أمريكا اللاتينية، حيث تحظى بدعم واحترام متزايد من المجتمع الأوسع، وتشارك في جهود متعددة لبناء مجتمع أكثر عدالة وسلامًا.

## المشاريع والتطويرات والنمو الأوسع
في عام 1974، عُقد مؤتمر في مدينة كالي حضره بهائيون من فنزويلا، والإكوادور، وكولومبيا، وشاركت فيه المستشارة القارية المعينة حديثًا ليونورا أرمسترونغ. وتم تخصيص معهد تدريب وطني. وفي نفس العام، اعتنق أول فرد من شعب الباييز الديانة البهائية، وذلك بفضل خدمة بهائي من بنما كان يسافر في كولومبيا.
وفي عام 1975، عادت روحیة خانم إلى كولومبيا، ولكن هذه المرة إلى جانب الغابة الاستوائية ضمن حملة الضوء الأخضر، حيث سُجّلت رحلتها على نهر الأمازون وعبر أنهار وأراضٍ مجاورة. ودخلت مدينة ليتيثيا، حيث أجرت مقابلات صحفية، والتقت بزعيم يتحدث لغة التيكونا، ومن ثم بسكان القرية. وبحلول عام 1978، تم إنشاء مركز بهائي في ليتيثيا.
وفي عام 1976، انضم أول مواطن من أرخبيل سان برناردو إلى الديانة البهائية. وتم إنتاج مواد مطبوعة في كولومبيا وتوزيعها هناك وفي الإكوادور. كما تم تقديم الدين في سوغاموسو.
وعُقد المؤتمر الخامس لجميع أبناء الغواجيرا في يوليو بفنزويلا. وفي عام 1977، شكّلت الجاليات البهائية في البرازيل وكولومبيا والبيرو لجنة لتنسيق الجهود في المناطق الحدودية داخل أعماق غابات الأمازون.
وفي عام 1978، تناول أحد المعاهد في ريوهاتشا العلاقة بين الجوانب المنتخبة والمعينة في الإدارة البهائية. وفي عام 1980، أبلغت الجامعة البهائية العالمية عن مشاريع نفذتها المجتمعات البهائية بمناسبة السنة الدولية للطفل، حيث نشرت الهيئة الوطنية في كولومبيا مؤلّفًا بعنوان *Educación Espiritual de los Niños*. كما تم في فبراير افتتاح معهد روحیة خانم الدولي لمنطقة الأمازون في ليتيثيا.
وفي أبريل، استضاف بهائيو باستو أول مؤتمر حدودي بهائي كولومبي-إكوادوري حول نشر الدين في المنطقة، بحضور حوالي 120 مشاركًا. وبالتعاون بين الهيئتين الوطنيتين، تم تعيين لجنة لتنسيق الجهود في المنطقة. ومن بين المبادرات التي تم استعراضها محطة راديو بهائيو الإكوادور التي يغطي بثها أجزاء من الإكوادور وكولومبيا. بالإضافة إلى زيادة عدد البهائيين، تضمنت الأهداف مسؤوليات تتعلق بدروس الأطفال، وأنشطة النساء، وبرامج تطوير الهيئات، وتمحورت حول معهد روحي في بويرتا تيخادا، وكان التخرج يتمثل في شرح كل دورة مكتملة بنجاح لخمسة بهائيين آخرين على الأقل. كما استعرض الحاضرون في المؤتمر الأحداث المحيطة بمقتل إينوك أولينغا وزوجته وثلاثة من أطفالهما، بالإضافة إلى حياة رحمة الله مهاجر الذي توفي في الإكوادور العام السابق.
وفي عام 1982، اجتمع نحو 1,300 بهائي من 42 دولة في أغسطس في كيتو، وذلك في ثاني مؤتمر من خمسة مؤتمرات دولية مماثلة. وشارك 13 مستشارًا قاريًا، وممثلون عن 24 من أصل 29 هيئة روحانية وطنية في أمريكا اللاتينية ومنطقة الكاريبي، بالإضافة إلى أعضاء من 21 قبيلة هندية من بوليفيا، والبرازيل، وكندا، وتشيلي، وكولومبيا، والإكوادور، وبنما، والبيرو، والولايات المتحدة، وفنزويلا. وقد خُصصت هذه المؤتمرات لذكرى بهیة خانم.
نشأت فكرة "درب النور" خلال التحضيرات لأول مجلس بهائي للسكان الأصليين في عام 1978. وكان من بين الإلهامات الأخرى لهذا المشروع مفهوم نشر الدين بين الشعوب الأصلية في منطقة حافة المحيط الهادئ، وهو المفهوم الذي وصفه يد أمر الله رحمت‌الله مهاجر في عام 1978. وقد تم تعريف "درب النور"، المعروف أيضاً باسم "Camino del Sol"، على أنه عملية يتفاعل من خلالها البهائيون الأصليون مع شعوب أصلية متنوعة حول عدد من القضايا، منها نشر الدين، وتنظيم المجالس لتلك الشعوب، وتشجيع اكتشاف الروابط الثقافية المشتركة فيما بينها. وقد كانت أول رحلة سفر ضمن مشروع "درب النور" تضم 22 من أتباع الدين، وقد نُظّمت بشكل عفوي فور انتهاء المجلس. في عام 1985، بدأ مشروع "درب النور" أنشطته في كولومبيا. شارك في هذه الجولة شابان من قبيلة غوايمي في بنما، وستة أعضاء من قبيلة الغواجيروس، وهي قبيلة كولومبية-فنزويلية، بالإضافة إلى شابين من قبيلة الباييز، وهي قبيلة من جنوب كولومبيا. كانت أولى محطاتهم في منطقة غواخيرا، حيث أعادوا تأكيد دينهم بين البهائيين هناك، وأدّت المجموعة رقصات ألهمت الغواجيروس لتقديم رقصتهم التقليدية "شيشامايا"، والتي كانت محظورة سابقاً. وقد دُعيت المجموعة إلى المدرسة الثانوية المحلية، حيث شارك أفراد الغوايمي قصة تأثير الدين في شعبهم. كما دُعيت المجموعة بعد ذلك إلى المدرسة الابتدائية. ومن غواخيرا، توجهت المجموعة إلى فايي دو بار، ثم إلى موطن قبيلة الأرهواكو في سييرا نيفادا دي سانتا مارتا. وهناك، التقت المجموعة بقيادات القبيلة، الـ"ماموس" أو شيوخ المجتمع، للحصول على إذن لتقديم رسالتهم. وقد قدّم العديد من أفراد المجموعة عروضًا، من ضمنهم أفراد الغوايمي الذين قدّموا تفسيرهم لنبوءاتهم الخاصة. وقد أفاد أحد الشيوخ أن للأرهواكو نبوءة مشابهة. سُمح للمجموعة بتقديم عروضها، وتبع ذلك تبادل للرقصات والكلمات. ثم توجهت المجموعة إلى قبيلة اليكبا (يوكو)، حيث تمكنوا من إقامة "وليمة وحدة" وتبادلوا الرقصات، وأقاموا هناك ثلاثة أيام قبل أن يعودوا إلى ديارهم.
منذ نشأته، شارك الدين البهائي في التنمية الاجتماعية والاقتصادية، بدءاً من تعزيز حرية النساء، ومروراً بجعل تعليم الإناث أولوية، وصولاً إلى تطبيق هذه المبادئ عملياً من خلال إنشاء المدارس، والتعاونيات الزراعية، والعيادات. ومنذ سبعينيات القرن العشرين، طوّر البهائيون في كولومبيا مؤسستين بارزتين في هذا المجال: مؤسسة FUNDAEC، ومعهد روحي.

### مؤسسة فوندايك
في ظل اضطرابات اجتماعية خطيرة وعنف واسع النطاق عبر كولومبيا، توجّه البهائيون إلى خدمة الناس الذين يعيشون في المناطق الريفية. في عام 1974، تأسست مؤسسة فوندايك على يد مجموعة من الأساتذة في جامعة ديل فالي في مدينة كالي. ووفقاً لغوستافو كوريا، مدير المؤسسة، فإن الإلهام الأولي لتأسيسها جاء من قولٍ لـبهاء الله: "إن الإنسان كنز يحتوي على جواهر لا تقدَّر بثمن، وإنما التربية وحدها تقدر أن تظهر كنوزه، وتُمكِّن البشر من الانتفاع بها".
في عام 1983، قدّم غوستافو كوريا عرضاً عن مشروع فوندايك في المؤتمر السنوي الثامن لجمعية الدراسات البهائية. وفي عام 1985، زار مستشار في لجنة تنمية مرتبطة بمدرسة أنيس زنوذي البهائية مشروع فوندايك في كالي للبحث عن رؤى وأفكار في العمل التنموي.
كان فرزام أرباب أحد مؤسسي المشروع ورئيساً لفوندايك من عام 1974 حتى 1988، كما شغل مناصب متعددة في خدمة الدين البهائي، بما في ذلك عضوية المحفل الروحاني الوطني للبهائيين في كولومبيا، والمشاور القاري، وعضو في المركز التعليمي الدولي، وتم انتخابه لاحقاً لعضوية بيت العدل الأعظم في عام 1993.
أطلقت فوندايك عدداً من المشاريع التنموية، منها المركز الجامعي للرفاه الريفي (Centro Universitario de Bienestar Rural)، و"نظام التعليم التوجيهي" أو "SAT" (اختصار بالإسبانية لـ Sistema de Aprendizaje Tutorial)، ومشروع التمويل الأصغر.
وقد حقق نظام SAT نجاحاً كبيراً في الحد من التمدن، وزيادة السلوك الديمقراطي والمساواة بين الجنسين، وتنفيذ أنشطة لا منهجية في المجتمعات، ووقف الهجرة السكانية، وإرساء التعاون بين القطاعين العام والخاص في كولومبيا. وبحلول عام 2002، كان نظام SAT مستخدماً في كل من هندوراس، وغواتيمالا، والإكوادور، وفنزويلا، وبنما، وكوستاريكا، والبرازيل، وكولومبيا، كما بدأت المراحل الأولى من تنفيذ البرنامج في زامبيا. وبالتوازي مع SAT، بدأت FUNDAEC مبادرة تمويل أصغر كذلك.

### معهد روحي
في كولومبيا، بدأ معهد روحي، وهو دائرة دراسات بهائية، كمبادرة من المجتمع مع التزام بدأ في عام 1970. وفي عام 1980، كان معهد روحي يعمل في المنطقة الحدودية التي تلتقي فيها إكوادور وكولومبيا. حوالي عام 1980، بدأ أحد أعضاء مجلس المساعدين في كولومبيا عملية مشاورة مع عدة مجتمعات ريفية حول بلدة بورتو تيخادا بهدف مساعدتهم على تحديد الخطوات التي يمكنهم اتخاذها لتحسين ظروفهم الاجتماعية. وكان الهدف المبكر هو تأسيس دور حضانة ورياض أطفال. وفي عام 1983، نشر المعهد أول دورة له بعنوان "المبادئ والمعتقدات، الدورة 1: الحياة والموت". تطورت الدورات لتصبح "مبادرة الأنشطة الأساسية". في عام 1983، كانت هناك مناقشات حول استخدام عملية معهد روحي في جمهورية الدومينيكان وبورتو ريكو. في عام 1984، اجتمع مستشارون بهائيون وأعضاء من مجلس المساعدين من كولومبيا وجمهورية الدومينيكان وبنما وبورتو ريكو وفنزويلا في معهد روحي في بورتو تيخادا لمناقشة دورات معهد روحي وتم استخدام دورات روحي في جمهورية أفريقيا الوسطى. اجتمع مستشارون وممثلون عن 17 محفل روحاني وطني في حوض البحر الكاريبي وأمريكا اللاتينية في سانت لوسيا للتعرف على المواد التي أعدها معهد روحي في كولومبيا ودراستها وحضر بهائيون من هندوراس معهد روحي في كالي بنية العودة إلى هندوراس كمدربين في أساليب روحي. في عام 1987، كتب المعهد أول كتاب دراسي له حول تعليم الأطفال. في عام 1988، قرر المحفل الوطني السعي للحصول على الاعتراف القانوني لمعهد روحي من خلال دمجه كمنظمة مع مجلس إدارة خاص بها يعين من قبل المحفل. يكرس المعهد جهوده لتطوير الموارد البشرية من أجل التنمية الروحية والاجتماعية والثقافية لشعب كولومبيا. وعلى الرغم من أن مركزه في بلدة بورتو تيخادا في إقليم كاوكا، إلا أن منطقة تأثيره تمتد عبر جميع أنحاء البلاد. خاصة في السنوات الأخيرة، تم تبني برامجه التعليمية من قبل عدد متزايد من الوكالات على مستوى العالم.
إذا كان الأفراد قد طوروا اهتمامات في المساهمة في المجتمع بما يتجاوز الدورات الرسمية لمعهد روحي، تم تقديم الفرص المتاحة من خلال مؤسسة فوندايك.

## الوضع الحالي

### التركيبة السكانية
في عام 2000، قدرت دليل المسيحية العالمي أن هناك حوالي 64,000 بهائي في كولومبيا، مما جعلها من بين أكبر 20 مجتمعًا بهائيًا في العالم. وقدرت جمعية بيانات الأديان (التي تعتمد في الغالب على دليل المسيحية العالمي) أن هناك 70,512 بهائيًا (0.2% من السكان) في البلاد في عام 2005, وكان العدد تقريبًا نفسه في عام 2010. قدر وولفرام ألفا أن 0.1531% من الكولومبيين أو ما يقرب من 69,000 شخص كانوا بهائيين في عام 2010.

### أول معبد بهائي محلي
في عام 2012، أعلنت المحفل العالمي للعدالة أنه تم تحديد المواقع التي سيتم فيها بناء أول معابد بهائية محلية في خمس مناطق حول العالم. وكان أحد هذه المواقع في إقليم كاوكا، كولومبيا. تم الكشف عن تصميم هذا المعبد المحلي، الذي سيتم بناؤه في آغوا آزول فيريدا في بلدية فيلا ريكا، في 14 سبتمبر 2014. تم إجراء مراسم وضع حجر الأساس في مايو 2016, وأقيمت مراسم الافتتاح والتكريس في يوليو 2018.